# 1979 w informatyce
Kalendarium informatyczne 1979 roku
- czerwiec – ukazał się mikroprocesor Intel 8088[1].
- sierpień – firmy Philips i Sony nawiązały współpracę w celu opracowania płyty kompaktowej[2].
- 11 października – Allan McLeod Cormack i Godfrey Hounsfield otrzymali Nagrodę Nobla w dziedzinie fizjologii lub medycyny za rozwój tomografii komputerowej[3].
- Utworzono Usenet[4].
- Według japońskiego wynalazcy Yoshirō Nakamatsu w tym roku IBM miało zawrzeć z nim szereg umów licencyjnych na projekt dyskietki skonstruowanej przez Nakamatsu w 1950 roku i opatentowanej dwa lata później[5][6][7]. Samo IBM skonstruowało pierwszą dyskietkę w 1971 roku[8].
- W Republice Chińskiej powstała firma First International Computer[9].